# Lessay
Lessay és un municipi francès situat al departament de la Manche i a la regió de Normandia. L'any 2007 tenia 2.034 habitants.

## Demografia

### Població
El 2007 la població de fet de Lessay era de 2.034 persones. Hi havia 809 famílies de les quals 230 eren unipersonals (117 homes vivint sols i 113 dones vivint soles), 255 parelles sense fills, 259 parelles amb fills i 65 famílies monoparentals amb fills.
La població ha evolucionat segons el següent gràfic:
Habitants censats

### Habitatges
El 2007 hi havia 934 habitatges, 822 eren l'habitatge principal de la família, 70 eren segones residències i 42 estaven desocupats. 883 eren cases i 41 eren apartaments. Dels 822 habitatges principals, 443 estaven ocupats pels seus propietaris, 362 estaven llogats i ocupats pels llogaters i 16 estaven cedits a títol gratuït; 12 tenien una cambra, 44 en tenien dues, 140 en tenien tres, 288 en tenien quatre i 338 en tenien cinc o més. 712 habitatges disposaven pel capbaix d'una plaça de pàrquing. A 426 habitatges hi havia un automòbil i a 279 n'hi havia dos o més.

### Piràmide de població
La piràmide de població per edats i sexe el 2009 era:
| Homes | Edats   | Dones |
| ----- | ------- | ----- |
| 0     | 95 o +  | 0     |
| 4     | 90 a 94 | 20    |
| 8     | 85 a 89 | 8     |
| 12    | 80 a 84 | 28    |
| 28    | 75 a 79 | 28    |
| 48    | 70 a 74 | 60    |
| 56    | 65 a 69 | 40    |
| 32    | 60 a 64 | 48    |
| 44    | 55 a 59 | 40    |
| 48    | 50 a 54 | 32    |
| 48    | 45 a 49 | 64    |
| 56    | 40 a 44 | 68    |
| 76    | 35 a 39 | 60    |
| 64    | 30 a 34 | 76    |
| 52    | 25 a 29 | 52    |
| 44    | 20 a 24 | 52    |
| 72    | 15 a 19 | 36    |
| 52    | 10 a 14 | 52    |
| 68    | 5 a 9   | 84    |
| 52    | 0 a 4   | 52    |

## Economia
El 2007 la població en edat de treballar era de 1.208 persones, 896 eren actives i 312 eren inactives. De les 896 persones actives 823 estaven ocupades (461 homes i 362 dones) i 73 estaven aturades (29 homes i 44 dones). De les 312 persones inactives 97 estaven jubilades, 89 estaven estudiant i 126 estaven classificades com a «altres inactius».

### Ingressos
El 2009 a Lessay hi havia 834 unitats fiscals que integraven 1.943 persones, la mediana anual d'ingressos fiscals per persona era de 14.663 €.

### Activitats econòmiques
Dels 131 establiments que hi havia el 2007, 6 eren d'empreses alimentàries, 1 d'una empresa de fabricació de material elèctric, 5 d'empreses de fabricació d'altres productes industrials, 18 d'empreses de construcció, 32 d'empreses de comerç i reparació d'automòbils, 6 d'empreses de transport, 9 d'empreses d'hostatgeria i restauració, 1 d'una empresa d'informació i comunicació, 10 d'empreses financeres, 5 d'empreses immobiliàries, 15 d'empreses de serveis, 11 d'entitats de l'administració pública i 12 d'empreses classificades com a «altres activitats de serveis».
Dels 37 establiments de servei als particulars que hi havia el 2009, 1 era una gendarmeria, 1 oficina de correu, 1 una oficina bancària, 2 tallers de reparació d'automòbils i de material agrícola, 2 autoescoles, 1 paleta, 3 guixaires pintors, 7 fusteries, 2 lampisteries, 1 electricista, 4 empreses de construcció, 4 perruqueries, 3 restaurants, 3 agències immobiliàries i 2 salons de bellesa.
Dels 16 establiments comercials que hi havia el 2009, 2 eren supermercats, 1 una botiga de més de 120 m², 2 fleques, 2 carnisseries, 1 una peixateria, 3 botigues de roba, 2 botigues d'equipament de la llar, 1 una botiga d'equipament de la llar i 2 floristeries.
L'any 2000 a Lessay hi havia 34 explotacions agrícoles que ocupaven un total de 1.520 hectàrees.

## Equipaments sanitaris i escolars
L'únic equipament sanitari que hi havia el 2009 era una farmàcia.
El 2009 hi havia una escola elemental. Lessay disposava d'un col·legi d'educació secundària amb 293 alumnes.

## Poblacions més properes
El següent diagrama mostra les poblacions més properes.